# 音名と階名
このページは西洋音楽における音の高さの書き表し方、および国ごとに異なるその言い表し方の一覧である。前者では音度・音名・階名について、後者では日・英米・独・蘭・伊・仏・露・中・韓式について述べる。

## 西洋音楽の音名と階名

### 階名
階名（かいめい）は、ある音階を構成する各音に名称を割り当てて歌う階名唱法において使われる音の名前であり、「主音に選ばれた音に対する相対的な高さ」を表す。現代の日本で使われるのは長音階を構成する7音に下から「ド・レ・ミ・ファ・ソ・ラ・シ」の音節を割り当てる方式で、最初の3音から「ドレミ」とも呼ばれる。
歴史的にドレミは聖ヨハネ賛歌「Ut queant laxis」の各行の最初の音から取った6つの名前(ut, re, mi, fa, sol, la)に由来する。この階名による唱法を考案したのは11世紀のグイード・ダレッツォと伝えられているが、現存する彼の文献にはこの唱法は記されていない。
ドレミを階名として使用する場合、ドの音高が音名に即して移動するので移動ド唱法とも呼ばれる。これに対してこれに対してドレミを音名として用いる場合は固定ド唱法と呼ばれる。
階名として数字（ローマ数字）を用いる方式もあるが、この場合、主音は常に i である。数字による階名唱法は"do re mi"が音名として定着したイタリアやフランスなどで行われる他、日本では明治期に「ヒフミ唱法」と呼ばれるものがあった（#学校教育のヒフミ唱法を参照）。

### 音名

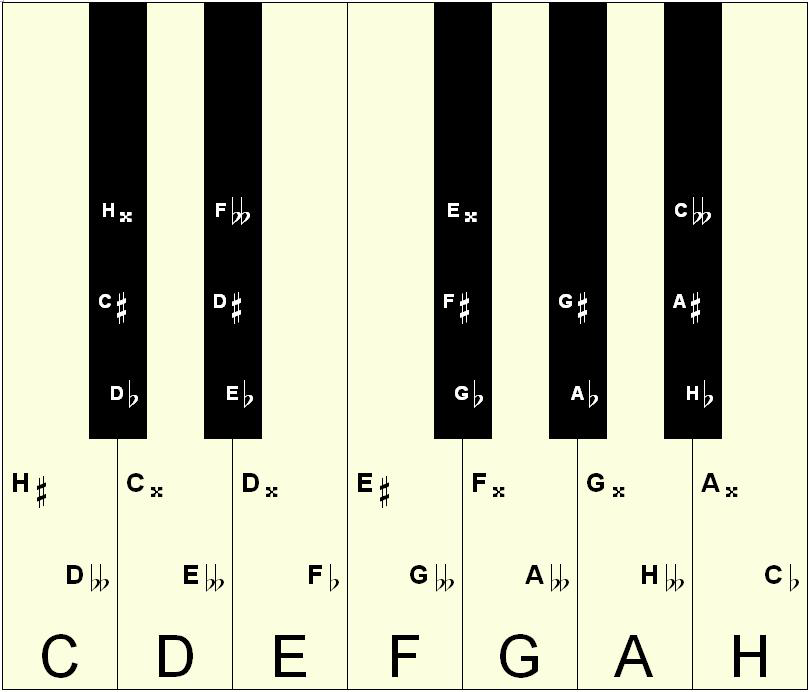
音名表記の一例（ドイツ式の幹音に英式の変化記号をつけたもの）

音名（おんめい）は音の高さを調やスケールとは分離して表す。階名に比べより「絶対的」な表現といえる。例えば鍵盤楽器のある鍵を押したときに出る音の音名は常に一定になる。音名はまた曲の調を示したり、ポピュラー音楽のコードネームに使用されたりする。
異なるオクターヴに属する同じ音には同じ音名が与えられる。すなわち、ちょうど1オクターヴ異なる音は同じ名前で呼ばれる。
ラテン・アルファベット1文字を割り当てる方式は英語やドイツ語等で用いられる。日本では主にポピュラー音楽で英語、クラシック音楽でドイツ語の音名が用いられるほか、ABCDEFGをイロハニホヘトに置き換えた日本式の音名も用いられる。
英語では中央ハ（およびそのオクターブ違いの音）からはじめて7つの幹音（かんおん、楽譜上、♯や♭を付けずに書き表せる音）に「C D E F G A B」と名付ける。派生音（はせいおん、♯や♭の付く音）には、幹音の音名に♯や♭を後置する。
日本式では同様にして幹音に「ハ・ニ・ホ・ヘ・ト・イ・ロ」と名付け、派生音には幹音の音名に「嬰（えい）」や「変（へん）」を前置させる。
ドイツ語は英語とほぼ同様だが、「B」は英語の「B♭」に相当し、英語の「B」にあたる音は「H」と呼ぶ。派生音は♯をつける代わりに音名に「-is」を後置し、♭をつけるかわりに「-es」（母音のAとEの場合は単に「-s」）を後置する。これによって十二の半音すべてを1音節で発音できる。オランダ語では、幹音を英語同様に表記しつつ派生音の接尾辞にのみドイツ語の規則を用いる。故に、ドイツ語の「B」はオランダ語では「bes」、ドイツ語の「H」がオランダ語の「b」となる。
イタリア語やフランス語では音名にドレミを使用する。すなわち「ハ長調」はイタリア語で「Do maggiore」、フランス語で「Ut majeur」と呼ばれる。

### オクターヴ表記
音名は、異なるオクターヴの音も同じに呼ぶので、それらを区別する必要がある場合がある。オクターヴ表記にはいくつかの方法があるが、19世紀のヘルムホルツ『音響感覚の理論 (Die Lehre von den Tonempfindungen)』にみられるものが比較的標準的である。この方式では中央ハからはじまるオクターブを小文字にダッシュを加えて「c′」のように表記し、1オクターブ上がるごとにダッシュの数が増える。「c′」より下のオクターブはダッシュなしの「c」のように表記、その下のオクターブは「C」のように大文字で表記する。さらに低いオクターブは「C‚」「C‚‚」のように下つきのダッシュを加えていくが、コンマと紛らわしい欠点があり、下記のような代用表記が使われることもある。
- 「‚C」「‚‚C」のように記号を前置する
- 「C′」「C′′」のように上つきのダッシュを加える（ニューグローヴ世界音楽大事典はこの方式を採用）
- 「CC」「CCC」のように文字を重ねる

ダッシュのかわりに数字をつかうこともある。例えば「c′′」のかわりに「c2」、「C‚」のかわりに「C1」のように記す。『音楽の歴史と現在』でこの記法が使われている。
イロハを使った日本の表記では、ヘルムホルツ方式の小文字のかわりに片仮名、大文字のかわりに平仮名を使用し、ダッシュを（文字の上につける）点に変える。したがって中央ハは「ハ」の上に点をつけてて「一点ハ（いってんハ）」と読む。低い方のオクターブは文字の下に点を加え、「下一点は（したいってんは）」のように読む。
別の方法として1939年にアメリカ音響学会 (Acoustical Society of America) において提案された「科学的ピッチ表記法」 (Scientific pitch notation) がある。この方式では大文字のアルファベットと数字を使用し、ピアノの一番低いハ音から始まるオクターブを1として、オクターブ上がるごとに数字を2、3、4……と増やしていく。
ピアノの88鍵の最低音は、ヘルムホルツ方式で「A‚‚」、日本で「下二点い」、科学的ピッチ表記法では「A0」になる。最高音はヘルムホルツ方式で「c′′′′′」、日本式で「五点ハ」、科学的ピッチ表記法で「C8」になる。
各オクターブのハ音を表にすると下のようになる（周波数は標準ピッチをA=440Hzとした場合。小数点以下は四捨五入）。なお人間の可聴域は一般に20Hz-20kHz程度とされており（聴覚を参照）、科学的ピッチ表記のC0はそれより低い。
| 周波数(Hz) | 日本語   | ヘルムホルツ | 科学的ピッチ | MIDI | フィート | 備考                                           |
| ---------- | -------- | ------------ | ------------ | ---- | -------- | ---------------------------------------------- |
| 8372       | 六点ハ   | c′′′′′′      | C9           | 120  | -        | MIDIノートナンバーの最大値は127(G9)            |
| 4186       | 五点ハ   | c′′′′′       | C8           | 108  | -        | 88鍵ピアノの最高音、ピッコロ最高音             |
| 2093       | 四点ハ   | c′′′′        | C7           | 96   | 1⁄4′     | -                                              |
| 1047       | 三点ハ   | c′′′         | C6           | 84   | 1⁄2′     | -                                              |
| 524        | 二点ハ   | c′′          | C5           | 72   | 1′       | テノール歌手のいわゆる「ハイC」                |
| 262        | 一点ハ   | c′           | C4           | 60   | 2′       | 中央ハ                                         |
| 131        | ハ       | c            | C3           | 48   | 4′       | ヴィオラ最低音                                 |
| 65         | は       | C            | C2           | 36   | 8′       | チェロ最低音                                   |
| 33         | 下一点は | C,           | C1           | 24   | 16′      | 5弦コントラバスの通常の最低音                  |
| 16         | 下二点は | C,,          | C0           | 12   | 32′      | ウィリアム・クラフト『エンカウンターII』で使用 |
| 8          | 下三点は | C,,,         | C-1          | 0    | 64′      | MIDIノートナンバーの最小値                     |

五線譜やピアノの鍵盤との対応関係は下記の画像のようになる。
こういった表記法ではロやハに変化記号を付ける場合はその付け方によって異名同音でも違うオクターヴとみなされる。例：一点ロ(B4) = 二点変ハ(C♭5)、一点嬰ロ(B♯4) = 二点ハ(C5)

### 各国の音名表記
| 日本式表記     | ハ                  | ニ                 | ホ                 | ヘ                 | ト                  | イ                 | ロ                 |
| -------------- | ------------------- | ------------------ | ------------------ | ------------------ | ------------------- | ------------------ | ------------------ |
| 日本式表記     | 嬰(えい)ハ          | 嬰ニ               | 嬰ホ               | 嬰ヘ               | 嬰ト                | 嬰イ               | 嬰ロ               |
| 日本式表記     | 重嬰(じゅうえい)ハ  | 重嬰ニ             | 重嬰ホ             | 重嬰ヘ             | 重嬰ト              | 重嬰イ             | 重嬰ロ             |
| 日本式表記     | 変(へん)ハ          | 変ニ               | 変ホ               | 変ヘ               | 変ト                | 変イ               | 変ロ               |
| 日本式表記     | 重変(じゅうへん)ハ  | 重変ニ             | 重変ホ             | 重変ヘ             | 重変ト              | 重変イ             | 重変ロ             |
| 英米式表記     | C (スィー)          | D (ディー)         | E (イー)           | F (エフ)           | G (ジー)            | A (エイ)           | B (ビー)           |
| 英米式表記     | C sharp             | D sharp            | E sharp            | F sharp            | G sharp             | A sharp            | B sharp            |
| 英米式表記     | C double sharp      | D double sharp     | E double sharp     | F double sharp     | G double sharp      | A double sharp     | B double sharp     |
| 英米式表記     | C flat              | D flat             | E flat             | F flat             | G flat              | A flat             | B flat             |
| 英米式表記     | C double flat       | D double flat      | E double flat      | F double flat      | G double flat       | A double flat      | B double flat      |
| ドイツ式表記   | C (ツェー)          | D (デー)           | E (エー)           | F (エフ)           | G (ゲー)            | A (アー)           | H (ハー)           |
| ドイツ式表記   | Cis (ツィス)        | Dis (ディス)       | Eis (エイス)       | Fis (フィス)       | Gis (ギス)          | Ais (アイス)       | His (ヒス)         |
| ドイツ式表記   | Cisis               | Disis              | Eisis              | Fisis              | Gisis               | Aisis              | Hisis              |
| ドイツ式表記   | Ces (ツェス)        | Des (デス)         | Es (エス)          | Fes (フェス)       | Ges (ゲス)          | As (アス)          | B (ベー)           |
| ドイツ式表記   | Ceses               | Deses              | Eses               | Feses              | Geses               | Asas/Ases          | Heses/BB/Bes       |
| オランダ式表記 | c (セー)            | d (デー)           | e (エー)           | f (エフ)           | g (ヘー)            | a (アー)           | b (ベー)           |
| オランダ式表記 | cis (シス)          | dis (ディス)       | eïs (エーイス      | fis (フィス)       | gis (ヒス)          | aïs (アーイス)     | bis (ビス)         |
| オランダ式表記 | cisis               | disis              | eïsis              | fisis              | gisis               | aïsis              | bisis              |
| オランダ式表記 | ces (セス)          | des (デス)         | es (エス)          | fes (フェス)       | ges (ヘス)          | as (アス)          | bes (ベス)         |
| オランダ式表記 | ceses               | deses              | eses               | feses              | geses               | ases               | beses              |
| イタリア式表記 | Do (ド)             | Re (レ)            | Mi (ミ)            | Fa (ファ)          | Sol (ソ)            | La (ラ)            | Si (シ)            |
| イタリア式表記 | Do diesis           | Re diesis          | Mi diesis          | Fa diesis          | Sol diesis          | La diesis          | Si diesis          |
| イタリア式表記 | Do doppio diesis    | Re doppio diesis   | Mi doppio diesis   | Fa doppio diesis   | Sol doppio diesis   | La doppio diesis   | Si doppio diesis   |
| イタリア式表記 | Do bemolle          | Re bemolle         | Mi bemolle         | Fa bemolle         | Sol bemolle         | La bemolle         | Si bemolle         |
| イタリア式表記 | Do doppio bemolle   | Re doppio bemolle  | Mi doppio bemolle  | Fa doppio bemolle  | Sol doppio bemolle  | La doppio bemolle  | Si doppio bemolle  |
| フランス式表記 | Ut (Do)             | Ré                 | Mi                 | Fa                 | Sol                 | La                 | Si                 |
| フランス式表記 | Ut(Do) dièse        | Ré dièse           | Mi dièse           | Fa dièse           | Sol dièse           | La dièse           | Si dièse           |
| フランス式表記 | Ut(Do) double dièse | Ré double dièse    | Mi double dièse    | Fa double dièse    | Sol double dièse    | La double dièse    | Si double dièse    |
| フランス式表記 | Ut(Do) bémol        | Ré bémol           | Mi bémol           | Fa bémol           | Sol bémol           | La bémol           | Si bémol           |
| フランス式表記 | Ut(Do) double bémol | Ré double bémol    | Mi double bémol    | Fa double bémol    | Sol double bémol    | La double bémol    | Si double bémol    |
| スペイン式表記 | Do                  | Re                 | Mi                 | Fa                 | Sol                 | La                 | Si                 |
| スペイン式表記 | Do sostenido        | Re sostenido       | Mi sostenido       | Fa sostenido       | Sol sostenido       | La sostenido       | Si sostenido       |
| スペイン式表記 | Do sostenido doble  | Re sostenido doble | Mi sostenido doble | Fa sostenido doble | Sol sostenido doble | La sostenido doble | Si sostenido doble |
| スペイン式表記 | Do bemol            | Re bemol           | Mi bemol           | Fa bemol           | Sol bemol           | La bemol           | Si bemol           |
| スペイン式表記 | Do bemol doble      | Re bemol doble     | Mi bemol doble     | Fa bemol doble     | Sol bemol doble     | La bemol doble     | Si bemol doble     |
| ロシア式表記   | До                  | Ре                 | Ми                 | Фа                 | Соль                | Ля                 | Си                 |
| ロシア式表記   | До-диез             | Ре-диез            | Ми-диез            | Фа-диез            | Соль-диез           | Ля-диез            | Си-диез            |
| ロシア式表記   | До-дубль-диез       | Ре-дубль-диез      | Ми-дубль-диез      | Фа-дубль-диез      | Соль-дубль-диез     | Ля-дубль-диез      | Си-дубль-диез      |
| ロシア式表記   | До-бемоль           | Ре-бемоль          | Ми-бемоль          | Фа-бемоль          | Соль-бемоль         | Ля-бемоль          | Си-бемоль          |
| ロシア式表記   | До-дубль-бемоль     | Ре-дубль-бемоль    | Ми-дубль-бемоль    | Фа-дубль-бемоль    | Соль-дубль-бемоль   | Ля-дубль-бемоль    | Си-дубль-бемоль    |
| 中国式表記     | 婷                  | 涵                 | 雯                 | 玲                 | 琪                  | 芳                 | 欣                 |
| 中国式表記     | 升婷                | 升涵               | 升雯               | 升玲               | 升琪                | 升芳               | 升欣               |
| 中国式表記     | 重升婷              | 重升涵             | 重升雯             | 重升玲             | 重升琪              | 重升芳             | 重升欣             |
| 中国式表記     | 降婷                | 降涵               | 降雯               | 降玲               | 降琪                | 降芳               | 降欣               |
| 中国式表記     | 重降婷              | 重降涵             | 重降雯             | 重降玲             | 重降琪              | 重降芳             | 重降欣             |
| 韓国式表記     | 다                  | 라                 | 마                 | 바                 | 사                  | 가                 | 나                 |
| 韓国式表記     | 올림 다             | 올림 라            | 올림 마            | 올림 바            | 올림 사             | 올림 가            | 올림 나            |
| 韓国式表記     | 겹올림 다           | 겹올림 라          | 겹올림 마          | 겹올림 바          | 겹올림 사           | 겹올림 가          | 겹올림 나          |
| 韓国式表記     | 내림 다             | 내림 라            | 내림 마            | 내림 바            | 내림 사             | 내림 가            | 내림 나            |
| 韓国式表記     | 겹내림 다           | 겹내림 라          | 겹내림 마          | 겹내림 바          | 겹내림 사           | 겹내림 가          | 겹내림 나          |

- 日本では一般に階名は「イタリア式幹音＋英・米式変化記号接尾語」（「Do sharp」、等）で表現することが多い。
- 音楽理論では音度に変化記号を付けて表し、また調号は前につける。（例）♭I、♯V、など
- ポピュラーでは音度をコードではローマ数字、スケールではアラビア数字で表すことが多い。
- 日本での音名はクラシックではドイツ式、ポピュラーでは英米式、学校教育や放送では日本式が主に使われる。

## 音名・階名の改良案
さまざまな音名・階名の体系が研究者や教員によって考案されてきた。

### 音名の改良案

#### アカサ式音名唱
音楽心理学者の矢田部達郎は「サタナハマアカ」というア段の音を基本音名(イタリア式のドレミファソラシに相当)とし、それぞれの嬰音と変音にはイ段とオ段にずらした音名をあて、同様に上下の四分音もそれぞれエ段とウ段にずらして表す、という合理的な音名表の試案を発表し、当時の学界で一定の支持を得た。
| 半音     | シ | チ | -  | ヒ | ミ | イ | -  |
| 四半音   | セ | テ | ネ | ヘ | メ | エ | ケ |
| 基本音階 | サ | タ | ナ | ハ | マ | ア | カ |
| 四半音   | ス | ツ | ヌ | フ | ム | ウ | ク |
| 半音     | -  | ト | ノ | -  | モ | オ | コ |

（矢田部達郎著『言葉と心：心理学の諸問題』(盈科舎、1944年)の図表をもとに再構成。矢田部は四分音を「四半音」と表記している。）

#### 拡張イロハ式音名唱(日本音名唱法)
第二次大戦末期の1945年6月末、文部省が全国の国民学校に通達した新音名採択実施通牒では、幹音は「ハニホヘトイロ」のままで、それぞれの嬰音には「パナマサタヤラ」、変音には「ポノモソドヨル」、重嬰音には「ペネメセテエレ」、重変音には「プヌムスツユリ」という音名をあてはめ、これを授業で教えるよう義務付けたが、終戦前後の混乱もあって普及しなかった。
| 重嬰音 | ペ | ネ | メ | セ | テ | エ | レ | エ段にそろえる           |
| 嬰音   | パ | ナ | マ | サ | タ | ヤ | ラ | ア段にそろえる           |
| 幹音   | ハ | ニ | ホ | ヘ | ト | イ | ロ |                          |
| 変音   | ポ | ノ | モ | ソ | ド | ヨ | ル | オ段にそろえる(ルを除く) |
| 重変音 | プ | ヌ | ム | ス | ツ | ユ | リ | ウ段にそろえる(リを除く) |

#### ドレミ式固定音名唱
戦後、佐藤吉五郎や岡本俊夫らは「ドレミ式固定音名唱」(「固定ドで使われる音名」を参照)を推奨し、固定ドの音名「ドレミファソラシ」を幹音として、それぞれの嬰音に「デリマフィサヤテ」、変音に「ダルモフォセロチ」という音名をあて、これを学校教育で実践したが、繁雑にすぎるという批判も受けた。
| 嬰音 | デ | リ | マ | フィ | サ | ヤ | テ |
| 幹音 | ド | レ | ミ | ファ | ソ | ラ | シ |
| 変音 | ダ | ル | モ | フォ | セ | ロ | チ |

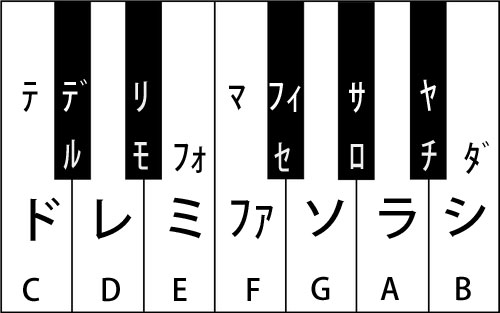
ドレミ式固定音名唱(佐藤吉五郎)

西塚智光はこれを整理し、「ドデレリミファフィソサラチシ」という12音名・階名による教育を実践した。
| 嬰音 | デ | リ |    | フィ | サ |    |    |
| 幹音 | ド | レ | ミ | ファ | ソ | ラ | シ |
| 変音 |    |    |    |      |    |    | チ |

### 階名の改良案
ソルフェージュにおいては、日本では一般的にイタリア式音名をそのまま階名としても利用する（移動ド）。英語圏においては、イタリア式音名を基礎としつつ、♯は母音をiに、♭は母音をeに変えて発音する（Reの場合は元々母音がeなので♭はaに変化する）ことが行われる。Do♭、Mi♯、Fa♭、Ti♯については伝統的に使用される階名は無いが、佐藤賢太郎は発展的にこれらにも階名を割り当てている。
日本の教育音楽においては1970年ごろ、西塚智光 (1939-) は、1つの音には1つの音名があるべきとして、イタリア式音名を元に「ド デ レ リ ミ ファ フィ ソ サ ラ チ シ」という音名を提唱した。これにより、異名同音がなくなる。小学生がメロディをドレミで歌うときや、リコーダー等の楽器を演奏するときに、同じ音なのに異なる音名を用いて、歌い間違えたり指使いが混乱するのを避ける効果がある。西塚は、自身の担当する音楽の授業でこの方式の音名を指導し、雑誌「教育音楽 小学版」（音楽之友社）で発表した。これらの階名・音名は移動ド・固定ドともに用いられる(次の図を参照)
| 音度記号 | 英階名 | 佐藤式 | 西塚式 | 日階名 | ピッチクラス |
| -------- | ------ | ------ | ------ | ------ | ------------ |
| ♭I       | -      | De     | -      | ド     | 11           |
| I        | Do     | Do     | Do     | ド     | 0            |
| ♯I       | Di     | Di     | De     | ド     | 1            |
| ♭II      | Ra     | Ra     | De     | レ     | 1            |
| II       | Re     | Re     | Re     | レ     | 2            |
| ♯II      | Ri     | Ri     | Ri     | レ     | 3            |
| ♭III     | Me     | Me     | Ri     | ミ     | 3            |
| III      | Mi     | Mi     | Mi     | ミ     | 4            |
| ♯III     | -      | Ma     | -      | ミ     | 5            |
| ♭IV      | -      | Fe     | -      | ファ   | 4            |
| IV       | Fa     | Fa     | Fa     | ファ   | 5            |
| ♯IV      | Fi     | Fi     | Fi     | ファ   | 6            |
| ♭V       | Se     | Se     | Fi     | ソ     | 6            |
| V        | Sol    | So     | So     | ソ     | 7            |
| ♯V       | Si     | Si     | Sa     | ソ     | 8            |
| ♭VI      | Le     | Le     | Sa     | ラ     | 8            |
| VI       | La     | La     | La     | ラ     | 9            |
| ♯VI      | Li     | Li     | Chi    | ラ     | 10           |
| ♭VII     | Te     | Te     | Chi    | シ     | 10           |
| VII      | Ti     | Ti     | Si     | シ     | 11           |
| ♯VII     | -      | To     | -      | シ     | 0            |

『20世紀の作曲』ヴァルター・ギーゼラー著、音楽之友社刊には、12半音階の音名としてdo ro re te mi fa ra sol tu la bi si が提唱されたという記述がある。

#### 「ドレミファソラシ」の問題点
聖ヨハネ賛歌のラテン語歌詞に起源をもつドレミ唱法(ドレミファソラシ)は、ソルフェージュの上で非合理的であるという欠点が次のように二つある。
子音の重複：sol(ソ)とsi(シ)がともにsで始まるため、頭文字での略式表記が不便である。そのため英語ではsiをtiとする。これにより、ドレミファソラシの頭文字だけをdrmfsltと略して書くことが可能になる。
母音の偏り：「ドレミファソラシ」はa(ア)e(エ)i(イ)o(オ)の母音は使うが、u(ウ)は使わない。ドイツでは16世紀以降これが問題となり、ボビザ法(Bobisation)やヘビザ法(Bebisation)、ダメニ法(Damenisation)などが提唱された。

## 過去に使用された階名表記

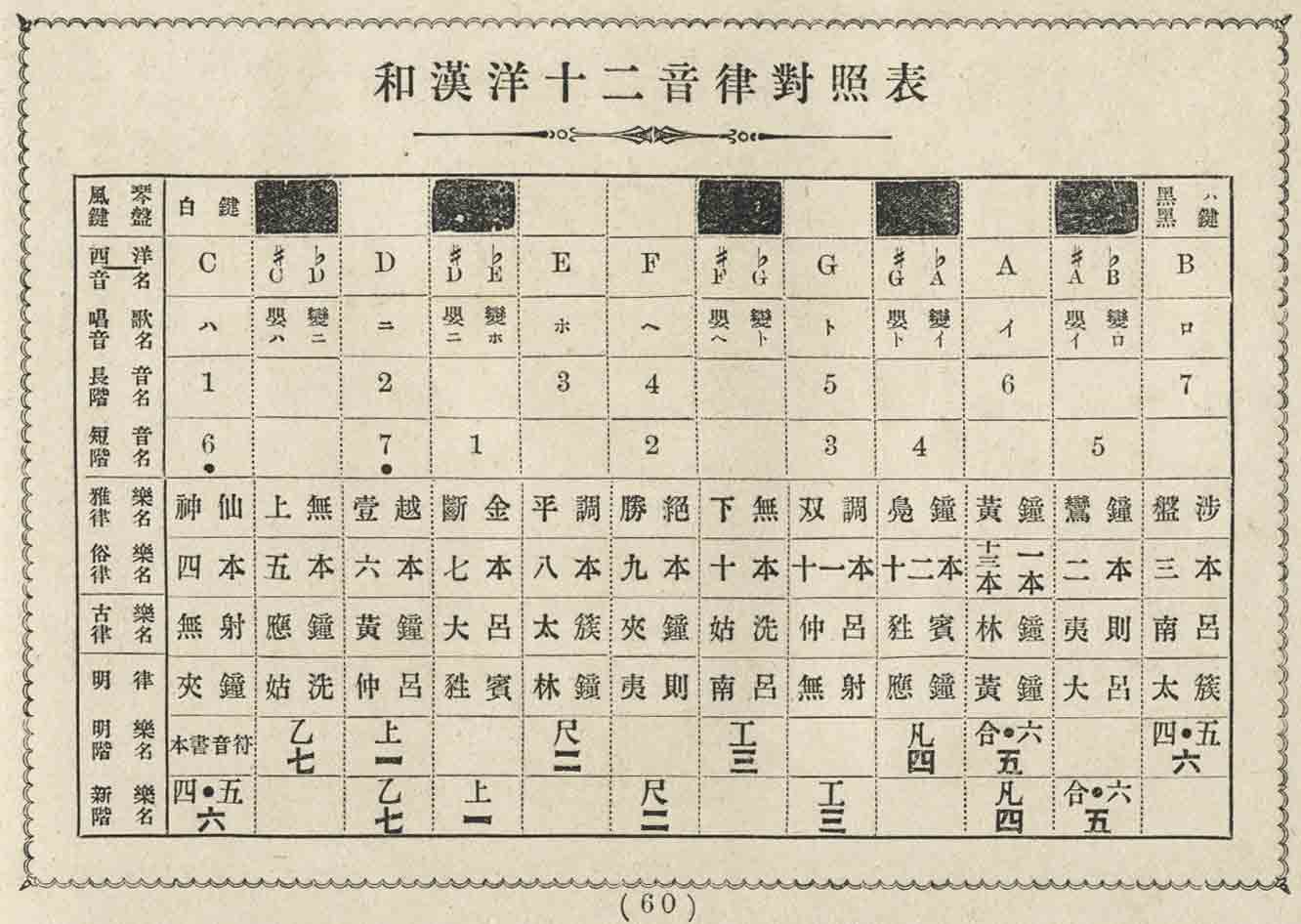
明治日本の音楽シーンでは、西洋伝来の音名表記(ABC･･･)・階名表記(数字譜。123･･･=ドレミ･･･)だけでなく、日本や中国の伝統的な音名・階名表記(十二律・「○本」・工尺譜)も平行して行われていた。大塚寅蔵『明清楽独まなび』(京都：十字屋楽器部発行、明治42年11月発行)に載せる「和漢洋十二音律対照表」

### 学校教育のヒフミ唱法
西洋式の「ドレミ唱法」が普及するまでのつなぎとして、明治11年から明治30年代の末まで学校教育で使われた和風の階名である。
明治8年（1875年）、伊沢修二はアメリカに渡って師範学校に留学し、翌年、ルーサー・ホワイティング・メーソンから直接「ドレミ唱法」のレッスンを受けた。伊沢は、DO RE MI FA SOL LA SIという当時の日本人の生活と何のつながりもない階名が、日本人にはなじまないであろうことに気付いた。伊沢はメーソンと相談した結果、日本語で12345678を表す「ヒー、フー、ミー、ヨー、イー、ムー、ナー、ヤー」を日本語の階名に転用することを決意した。明治11年に帰国した伊沢は、文部省に「唱歌法取調書」という報告書を提出し、その中で「ヒフミ唱法」を提唱した。以後、日本の学校教育では、明治30年代まで「ヒフミ唱法」が採用された。一方、音楽の専門家を養成するための東京音楽学校では、明治28年（1895年）、当時助教授だった小山作之助の提案により、「ヒフミ唱法」を廃止して、西洋式の「ドレミ唱法」を採用した。明治40年代以降は、小学校などの初等教育でも「ドレミ唱法」に置き換わった。当時の「ドレミ唱法」は「移動ド唱法」であった。
ヒフミ唱法の名残は、「ヨナ抜き音階」などの語に見られる。また坪井栄の小説『二十四の瞳』中にて、昭和初期の音楽教育における世代ギャップも描かれており、明治期の音楽教育を受けてヒフミ唱法しかできない男性教師が、ドレミ唱法になじんだ生徒たちに笑われる場面がある。

### 田中正平が言い及んだ「拡張ヒフミ階名」の一種
田中正平の『日本和声の基礎』（1940年）には「近来邦楽に漸く採用せられかゝつた階名」という記述がある。変イ長調の「ヒフミ唱法」からのようである。
| 拡張ヒフミ階名 | ミ | ヨ | ヤ | イ | ツ | ム | ネ | ナ | ヒ | ト | フ | タ |
| -------------- | -- | -- | -- | -- | -- | -- | -- | -- | -- | -- | -- | -- |
| 国際式         | C  | D♭ | D  | E♭ | E  | F  | G♭ | G  | A♭ | A  | B♭ | B  |

## 非西洋音楽の音名・階名

### 南アジア
南アジアの『ナーティヤ・シャーストラ』以来の古代音楽理論では、七つの音（スヴァラ）から構成される七音音階を基本とする。7つの音は下からシャッジャ(ṣaḍja)、リシャバ(ṛṣabha)、ガーンダーラ(gāndhāra)、マディヤマ(madhyama)、パンチャマ(pañcama)、ダイヴァタ(dhaivata)、ニシャーダ(niṣāda)と名付けられ、最初の音をとってそれぞれ「サ・リ・ガ・マ・パ・ダ・ニ」と略される:34。1オクターブは22のシュルティ(śruti)と呼ばれる微細な音程に分割され、スヴァラどうしは2、3、4シュルティ離れているとされた:34。しかし古代の音楽は失われてしまっている。
北インドのヒンドゥスターニー音楽では10種類の基本音列を使用する。南インドのカルナータカ音楽ではやはり「サ・リ・ガ・マ・パ・ダ・ニ」の名前が使われるが、1オクターブは西洋と同様に12の半音に分割され、そこからどのように七音を取るかによって72種類の基本音列(melakarta)が得られ、それぞれ異なる名前がつけられている。

### 東アジアの「正楽」における「宮商角徴羽」
東アジアの宮廷音楽や文人音楽などの「正楽」においては、中国起源の「宮（きゅう）、商（しょう）、 角（かく）、 徴（ち）、 羽（う）」の五つの階名が用いられた(「五声」の項目を参照)。「宮商角徴羽」はそれぞれ西洋の音階の「ドレミソラ」にあたる。
「宮商角徴羽」の階名に、「変徴」と「変宮」の二つの変音を加えた階名を「七声」と言う。
半音に関る呼称のうち、「嬰」は♯、「変」は♭にあたる。
それ以外の呼び方については、時代や地域によってかなり出入りがある。例えば「閏」は、本来は「変」と同じく「♭」の意味だが、時代によっては重変音(♭♭)の意味で使われることもある。「清」は本来は「嬰」と同じく♯の意味だが、時代によっては別の意味で使われたこともある。
日本の伝統音楽では、旋法にかかわらず音階の第1音（主音・起止音）を宮としており、それによれば雅楽の呂旋法における角は宮から長3度上、律旋法における角は宮から完全4度上となる。そのため日本では宮から長3度上を「呂角」、宮から完全4度上を「律角」と呼ぶ場合がある。
また、編鐘では、宮から完全5度を取っていく順番で説明すると、宮、徴、商、羽までは一般的な五声の階名そのままだが、一般的な五声でいう角は「宮角」とし、以降「徴角」、「商角」、「羽角」とし、そこからは更に「曽」を用いて「宮曽」、「徴曽」、「商曽」、「羽曽」としている。
| 五声               | 宮 |           | 商 |           | 角        |                  |           | 徴 |           | 羽 |                |           |
| ------------------ | -- | --------- | -- | --------- | --------- | ---------------- | --------- | -- | --------- | -- | -------------- | --------- |
| 七声               | 宮 |           | 商 |           | 角        |                  | 変徴      | 徴 |           | 羽 |                | 変宮      |
| その他             | 宮 | 嬰宮 変商 | 商 | 嬰商 変角 | 角 [呂角] | 嬰角 清角 [律角] | 変徴 閏徴 | 徴 | 嬰徴 変羽 | 羽 | 嬰羽 清羽 (閏) | 変宮 閏宮 |
| 編鐘方式           | 宮 | 羽角      | 商 | 徴曽      | 宮角      | 羽曽             | 商角      | 徴 | 宮曽      | 羽 | 商曽           | 徴角      |
| 対応する西洋の音階 | ド |           | レ |           | ミ        | ファ             | ファ♯     | ソ |           | ラ |                | シ        |

### 東アジアの「俗楽」における工尺譜
東アジアの「俗楽」(民間の通俗的な音楽)の階名表記では、中国起源の「工尺譜」による階名表記が用いられていた。これは西洋音階の「ソラシドレミファソラシド」にあたる階名を、それぞれ漢字で「合四一上尺工凡六五乙」と表記し、さらに1オクターヴ高い音についてはそれぞれの漢字の左横にニンベンを書き添えるものだった。
日本でも、西洋音楽の知識が普及する明治中期ごろまでは、明清楽や日本の俗楽の文字譜の表記法として、民間ではこの工尺譜が用いられていた。
|                      | 合   | 四   | 一   | 上     | 尺   | 工   | 凡           | 六   | 五   | 乙   |
| -------------------- | ---- | ---- | ---- | ------ | ---- | ---- | ------------ | ---- | ---- | ---- |
| 日本語での読み(唐音) | ホー | スイ | イー | ジャン | チヱ | コン | ハン         | リウ | ウー | イー |
| 対応する西洋の音階   | ソ   | ラ   | シ   | ド     | レ   | ミ   | ファ (ファ♯) | ソ   | ラ   | シ   |

その後、工尺譜は西洋伝来の数字譜や五線譜に取って代われたが、今でも中国の伝統音楽では調を表す専門用語として、工尺譜の階名が使われる(例えば「D調」を「小工調」、「C調」を「尺字調」と呼ぶ、など)。また、日本の雅楽の文字譜や、三線の文字譜「工工四」も、工尺譜の影響を受けている。

### 日本の伝統音楽・和楽器における楽器別の音名
日本の伝統音楽においては、十二律による音名の他、三味線音楽で用いる「○本」という呼び名や、尺八の「ロツレチハ」という呼び名、雅楽の楽器における音の呼び名など、楽器別の音名に準ずるものが用いられる場合もある。
| 国際式音名 | 日本十二律 | 三味線（義太夫） | 三味線（その他） | 尺八（琴古流・一尺八寸） | 尺八（都山流・一尺八寸） | 笙                     | 篳篥   | 龍笛   |
| ---------- | ---------- | ---------------- | ---------------- | ------------------------ | ------------------------ | ---------------------- | ------ | ------ |
| C4         | 神仙       | 十一本           | 四本             | 乙 ロ大                  | 乙 (ロ)メ                |                        |        |        |
| C#4        | 上無       | 十二本           | 五本             | 乙 ロメ                  | 乙 (ロ)                  |                        |        |        |
| D4         | 壱越       | 一本             | 六本             | 乙 ロ                    | 乙 ロ                    |                        |        |        |
| Eb4        | 断金       | 二本             | 七本             | 乙 ツメ                  | 乙 (ツ)                  |                        |        |        |
| E4         | 平調       | 三本             | 八本             | 乙 ツ中                  | 乙 ツメ                  |                        |        |        |
| F4         | 勝絶       | 四本             | 九本             | 乙 ツ・レメ              | 乙 ツ・(レ)メ            |                        |        |        |
| F#4        | 下無       | 五本             | 十本             | 乙 レ中                  | 乙 (レ)                  |                        |        |        |
| G4         | 双調       | 六本             | 十一本           | 乙 レ                    | 乙 レ                    |                        | 舌     |        |
| Ab4        | 鳧鐘       | 七本             | 十二本           | 乙 チメ・ウ              | 乙 (チ)・ウ              |                        |        |        |
| A4         | 黄鐘       | 八本             | 一本             | 乙 チ                    | 乙 チ                    | 乞                     | 五     |        |
| Bb4        | 鸞鏡       | 九本             | 二本             | 乙 リメ                  | 乙 (ハ)                  |                        |        |        |
| B4         | 盤渉       | 十本             | 三本             | 乙 リ中                  | 乙 ハメ                  | 一                     | 工     |        |
| C5         | 神仙       | 十一本           | 四本             | 乙 リ                    | 乙 ハ                    |                        | 凢     |        |
| C#5        | 上無       | 十二本           | 五本             | 乙 イメ・甲 ロメ         | 乙 (ヒ)・甲 (ロ)         | 工                     | （ム） | （口） |
| D5         | 壱越       | 一本             | 六本             | 乙 イ・甲 ロ             | 乙 ヒ・甲 ロ             | 凢                     | 六     |        |
| Eb5        | 断金       | 二本             | 七本             | 甲 ツメ                  | 甲 (ツ)                  | （毛：伝来当初）       |        | （ン） |
| E5         | 平調       | 三本             | 八本             | 甲 ツ中                  | 甲 ツメ                  | 乙                     | 四     | 〒     |
| F5         | 勝絶       | 四本             | 九本             | 甲 ツ・レメ              | 甲 ツ・(レ)メ            | （毛：現代音楽等／卜） |        | 五     |
| F#5        | 下無       | 五本             | 十本             | 甲 レ中                  | 甲 (レ)                  | 下                     | 一     | 五     |
| G5         | 双調       | 六本             | 十一本           | 甲 レ                    | 甲 レ                    | 十                     | 丄     | 丄     |
| Ab5        | 鳧鐘       | 七本             | 十二本           | 甲 チメ・ウ              | 甲 (チ)・ウ              | 美                     |        |        |
| A5         | 黄鐘       | 八本             | 一本             | 甲 チ                    | 甲 チ                    | 行                     | 丁     | 夕     |
| Bb5        | 鸞鏡       | 九本             | 二本             | 甲 ヒメ                  | 甲 (ハ)                  | （也：現代音楽等／斗） |        |        |
| B5         | 盤渉       | 十本             | 三本             | 甲 ヒ中                  | 甲 ハメ                  | 七                     |        | 中     |
| C6         | 神仙       | 十一本           | 四本             | 甲 ヒ                    | 甲 ハ                    | 比                     |        | 丅     |
| C#6        | 上無       | 十二本           | 五本             | 甲 イメ                  | 甲 (ヒ)                  | 言                     |        | 丅     |
| D6         | 壱越       | 一本             | 六本             | 甲 イ・ ハ五             | 甲 ヒ・ ピ               | 上                     |        | 六     |
| Eb6        | 断金       | 二本             | 七本             | ハ三                     | タ                       |                        |        | （ン） |
| E6         | 平調       | 三本             | 八本             | ハ四                     | 四                       | 八                     |        | 〒     |
| F6         | 勝絶       | 四本             | 九本             | 大甲 ツ                  | 大甲 ツ                  |                        |        | 五     |
| F#6        | 下無       | 五本             | 十本             | 大甲 レ中                | 大甲 (レ)                | 千                     |        | 五     |
| G6         | 双調       | 六本             | 十一本           | 大甲 レ                  | 大甲 レ                  | （也：伝来当初）       |        | 丄     |
| Ab6        | 鳧鐘       | 七本             | 十二本           | 大甲 チメ                | 大甲 (チ)                |                        |        |        |
| A6         | 黄鐘       | 八本             | 一本             | 大甲 チ                  | 大甲 チ                  |                        |        | 夕     |
| Bb6        | 鸞鏡       | 九本             | 二本             | 大甲 ヒメ                | 大甲 (ハ)                |                        |        |        |
| B6         | 盤渉       | 十本             | 三本             | 大甲 ヒ中                | 大甲 ハメ                |                        |        | 中     |
| C7         | 神仙       | 十一本           | 四本             | 大甲 ヒ                  | 大甲 ハ                  |                        |        | 丅     |
| C#7        | 上無       | 十二本           | 五本             | 大甲 イメ                | 大甲 (ヒ)                |                        |        | 丅     |
| D7         | 壱越       | 一本             | 六本             | 大甲 ハ五                | 大甲 ピ                  |                        |        | 六     |
| Eb7        | 断金       | 二本             | 七本             | 大甲 ハ三                | 大甲 タ                  |                        |        |        |
| E7         | 平調       | 三本             | 八本             | 大甲 ハ四                | 大甲 四                  |                        |        |        |